# Pinus lambertiana
Espèce
Statut de conservation UICN

 LC  : Préoccupation mineure
Répartition géographique
Le Pin à sucre, Pinus lambertiana, est une espèce de pins, de la famille des Pinaceae, que l'on ne trouve que sur la côte ouest des États-Unis et du Mexique, dans les états d'Oregon, de Californie et de Basse-Californie, et notamment dans la Sierra Nevada, la chaîne des Cascades, les chaînes côtières du Pacifique et la Sierra de San Pedro Mártir.

## Appellation
Le naturaliste John Muir considérait que le pin à sucre était le « roi des conifères ». Le nom vernaculaire vient de la résine douce, que Muir aurait trouvée meilleure que le sucre d'érable.

## Dimensions

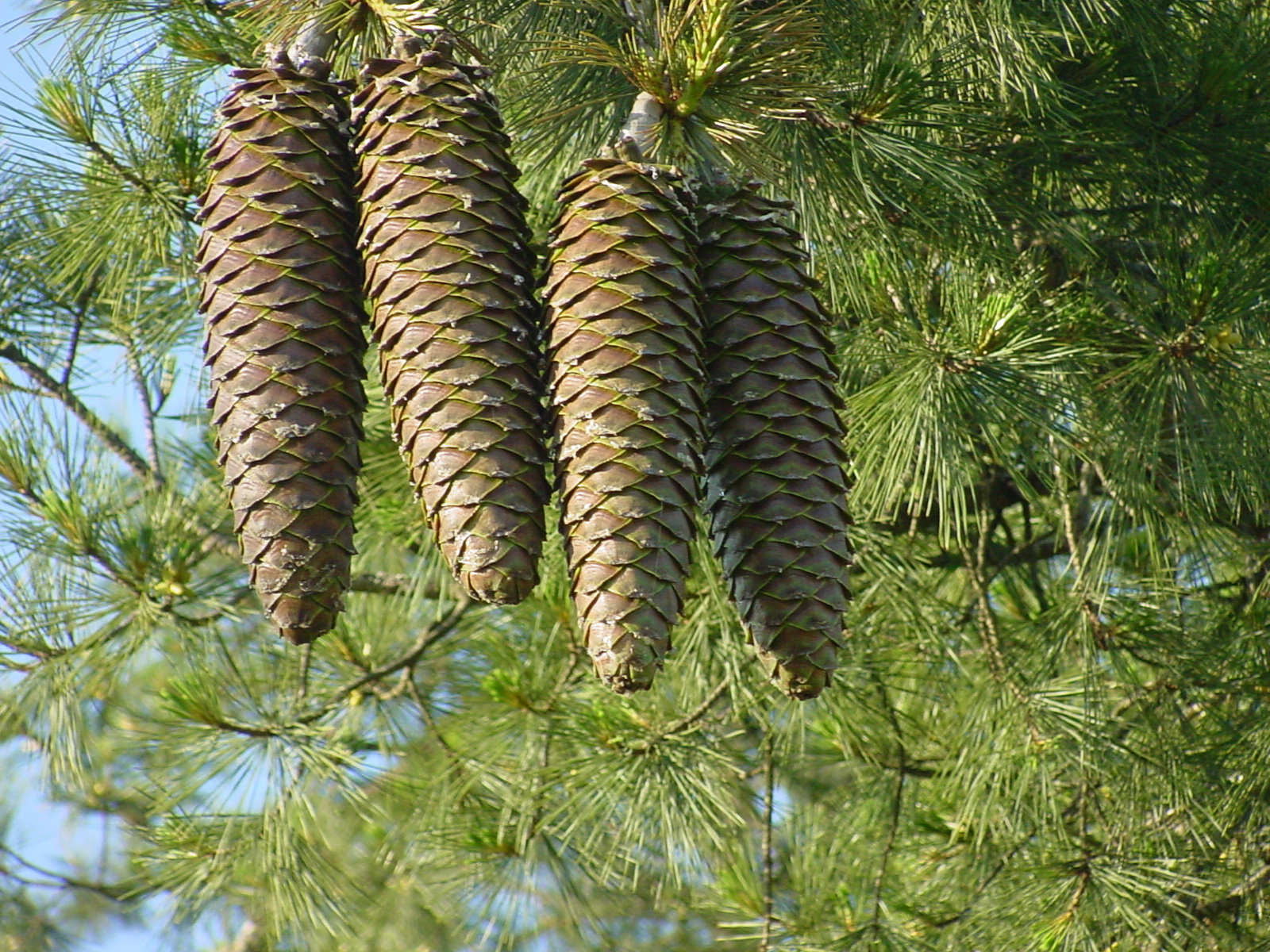
Cônes et aiguilles d'un pin à sucre.

Cet arbre est la plus grande espèce de pin, atteignant communément les 40-60 mètres de hauteur, exceptionnellement jusqu'à 81 m, avec un tronc dont le diamètre varie généralement entre 1,5 à 2,5 m, allant au maximum jusqu'à 3,5 m.

C'est un membre du groupe des pins blancs, c'est-à-dire du sous-genre Strobus du genre Pinus, et comme chez tous les arbres de ce groupe, les feuilles (ou aiguilles) sont regroupées cinq par cinq, avec une gaine caduque. Elles mesurent 6-11 cm de long. Ce pin a les plus longs cônes de tous les conifères, ceux du Pin à gros cônes étant simplement plus massifs. Ces cônes mesurent de 25 à 50 cm de long, atteignant exceptionnellement les 66 cm. Les graines mesurent entre 10 et 12 mm de long, avec des ailes de 2-3 cm de long, aidant à la dissémination.

## Infections fongiques
Le Pin à sucre a été plusieurs fois infecté par la rouille vésiculeuse du pin blanc (Cronartium ribicola), un champignon accidentellement introduit depuis l'Europe en 1909. Une grande partie de ces pins a été tuée par cette rouille, particulièrement dans la partie septentrionale de la répartition qui a longtemps hébergé ce champignon.
L'infection a aussi touché d'autres espèces, détruisant Pins argentés et Pins à écorce blanche. Le Service des forêts des États-Unis a un programme visant à développer des Pins à sucre et de Pins argentés résistants à la rouille. Des graines de ces arbres ont été introduites dans la nature. L'initiative de la Sugar Pine Foundation dans le bassin du lac Tahoe a trouvé des graines de Pins à sucre résistantes et a démontré qu'il est important que les citoyens aident le Service des forêts des États-Unis pour la sauvegarde des espèces.